# Jan Roy-Wojciechowski

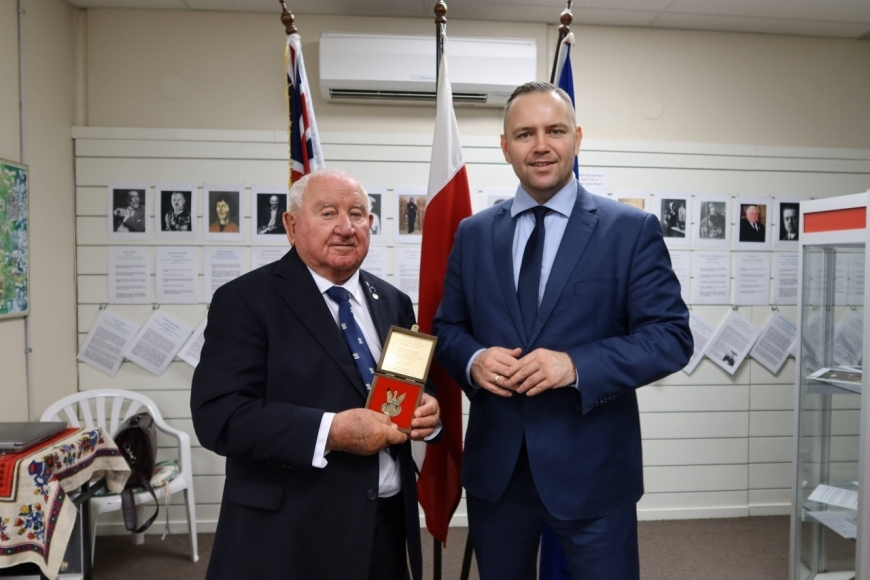
Jan Roy-Wojciechowski i Karol Nawrocki

Jan Roy-Wojciechowski (ur. 25 września 1933 w Ostrówkach) – Nowozelandczyk polskiego pochodzenia. Należał do grupy Dzieci z Pahiatua. Działacz polonijny. W latach 1999–2013 konsul honorowy RP w Auckland w Nowej Zelandii.

## Życiorys
Ojciec Jana, Józef Wojciechowski, jako legionista otrzymał na pograniczu 20 ha ziemi. Razem z żoną Heleną z Mączyńskich i innymi osadnikami zamieszkał w osadzie Ostrówki w powiecie drohickim. We wrześniu 1939 roku, po zajęciu osady przez Sowietów, Józef Wojciechowski został aresztowany i zamordowany. 10 lutego 1940 roku matka z pięciorgiem dzieci została deportowana na Syberię w okolice Archangielska. Po zawarciu układu Sikorski-Majski dołączyli do tworzącej się armii gen. Władysława Andersa. W Uzbekistanie Helena Wojciechowska zmarła. Dzieci dotarły do Persji. 31 października 1944 roku Jan i jego trzy siostry razem z innymi polskimi dziećmi zostali przewiezieni do obozu dla polskich sierot i półsierot w Pahiatua w Nowej Zelandii. W Iranie została starsza siostra, a brat walczył jako lotnik w Polskich Siłach Zbrojnych na Zachodzie. Po wojnie Jan pozostał w Nowej Zelandii. Ożenił się z Nowozelandką Valerie. Mieli sześcioro dzieci: Karen, Ellen, Stevena, Alexandera, Gregory’ego i Lawrence’a. Uczył się w katolickiej szkole z internatem Saint Patrick Collage, Silverstream, w Upper Hutt, a następnie studiował rachunkowość na Uniwersytecie Wiktorii. W latach 1968–1980 pełnił funkcję dyrektora Atlas Majestic Industries Ltd. w Auckland, a potem w latach 1981–1994 dyrektora wykonawczego. Był prezesem Mair Astley Holdings Ltd. w Auckland i w latach 1982–1994 głównym dyrektorem nowozelandzkiej firmy budowlanej Mainzeal Group Ltd. W 1994 roku przeszedł na emeryturę. 26 marca 1999 roku został mianowany ambasadorem honorowym w Auckland przez ambasadora RP na Australię, Nową Zelandię i Papuę Nowej Gwineę Agnieszkę Morawińską. Funkcję tę pełnił do 11 grudnia 2013 roku. W 1999 roku był pomysłodawcą i fundatorem Polish Heritage Trust (Fundacji Polskiego Dziedzictwa) w Auckland. W ramach działalności fundacji 18 lipca 2004 roku w dzielnicy Auckland Howick zostało otwarte Muzeum Polskiego Dziedzictwa.
W 2004 roku wydawnictwo Penguin Books wydało książkę Roy-Wojciechowskiego, napisaną wspólnie z Allan Parker A strange outcome. Remarkable Survival Story of a Polish Child. W 2006 roku książka została wydana w Lublinie po przetłumaczeniu na język polski, pod tytułem Polski Nowozelandczyk: nadzwyczajna historia życia dziecka z Polesia.

## Odznaczenia
- 2017: Nowozelandzki Order Zasługi V klasy[8]
- 2018: Krzyż Komandorski z Gwiazdą Orderu Zasługi Rzeczypospolitej Polskiej[9]